# Yacine Brahimi
Pour les articles homonymes, voir Brahimi.
Yacine Brahimi, né le 8 février 1990 à Paris, est un footballeur international algérien. Il évolue au poste d'ailier gauche à Al-Gharafa SC

## Biographie

### Carrière en club

#### Débuts et formation
Yacine Brahimi naît à Paris, de parents algériens dont le père est originaire d'El Menia dans la Wilaya de Ghardaïa et la mère du village d'Aït Bouada dans la Wilaya de Tizi-Ouzou,,.

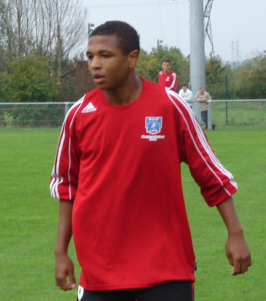
Brahimi en 2007.

Passé par le Paris Saint-Germain et l'INF Clairefontaine, il choisit de finir sa formation en Bretagne. Il remporte en mai 2008 la Coupe Gambardella avec les moins de 19 ans du Stade rennais, après avoir remporté le championnat de France des 18 ans la saison précédente.

#### Stade rennais (2008-2012)

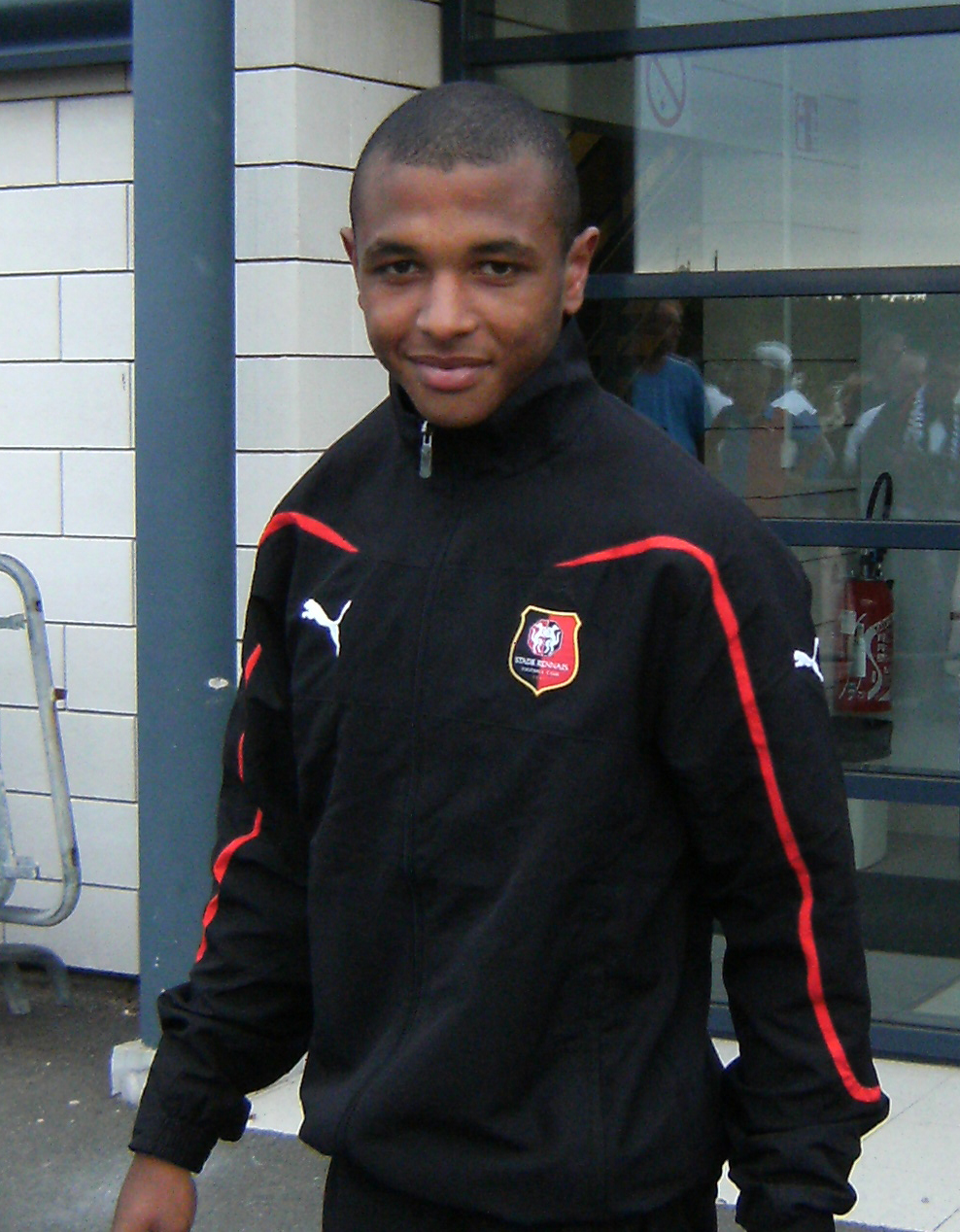
Brahimi avec le Stade rennais en 2010.

Le 23 juin 2008, il signe son premier contrat professionnel de trois ans au Stade rennais. Un an après, le 3 juillet 2009, il est prêté au Clermont Foot, afin d'acquérir du temps de jeu et de l'expérience en Ligue 2 sous la houlette de Michel Der Zakarian.
Le 25 septembre 2009, il marque son premier but en professionnel contre le SCO d'Angers. La plupart du temps titularisé sur l'aile gauche, il réalise avec le club auvergnat une très belle saison, manquant de peu la montée en Ligue 1. Il revient alors de prêt au Stade rennais, postulant à une place de titulaire au sein de l'effectif rouge et noir pour la saison 2010-2011.
Le 7 août 2010, il fait ses débuts en Ligue 1 face à Lille. À l’issue de son premier match, il prolonge son contrat de trois ans en faveur de son club formateur. Reconduit dans l'équipe pour le deuxième match de la saison face à Nancy, Brahimi participe au succès de son équipe (3-0) en marquant son premier but en Ligue 1.

#### Grenade CF (2012-2014)
Le 31 août 2012, il est prêté au Grenade CF pour une saison avec option d'achat par le Stade rennais, option que le club espagnol décide de lever le 24 mai 2013 pour 2,5 millions d'euros.

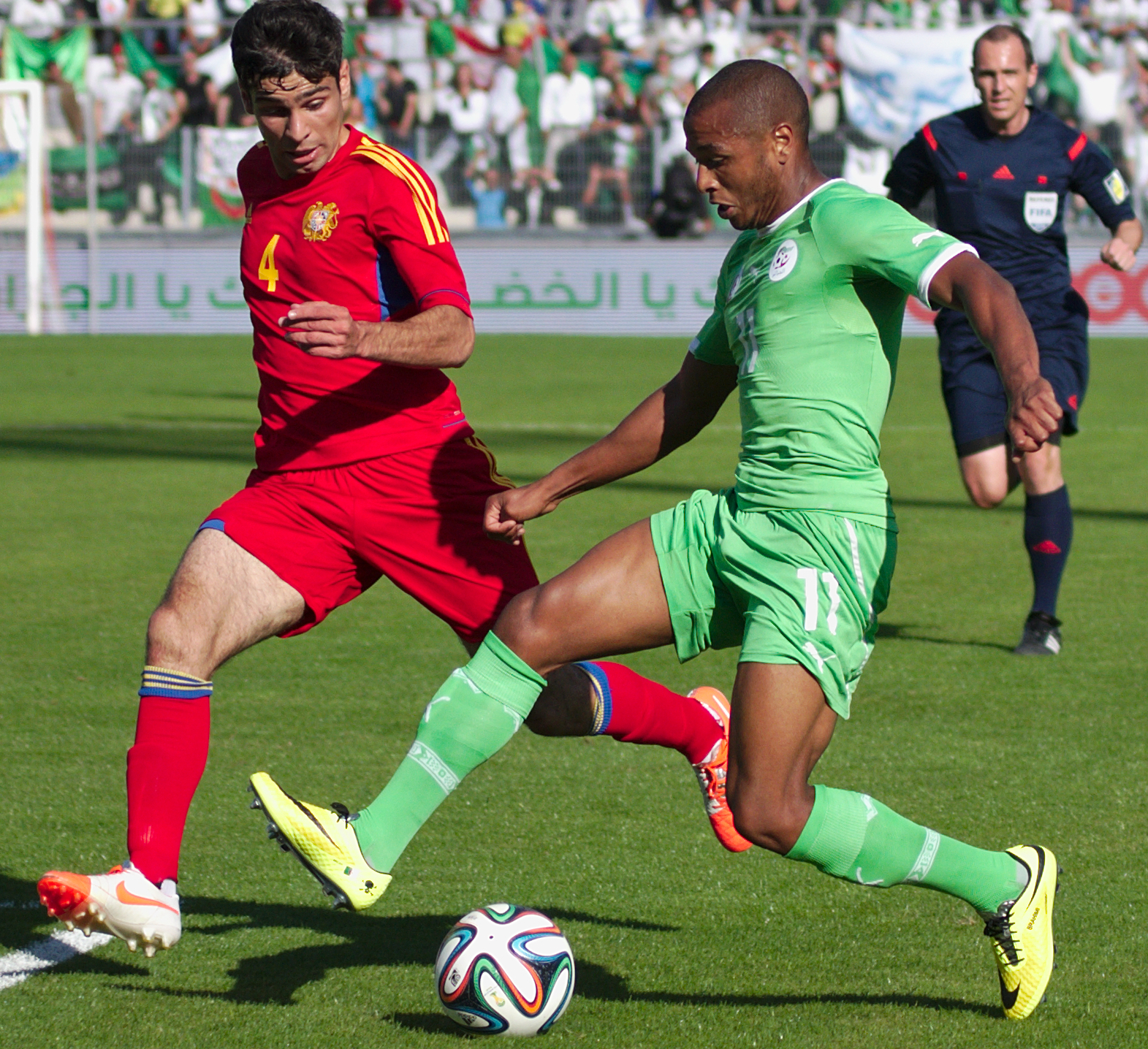
Algérie (3) - (1) Arménie, 2014 : Yacine Brahimi face à Taron Voskanyan

#### FC Porto (2014-2019)

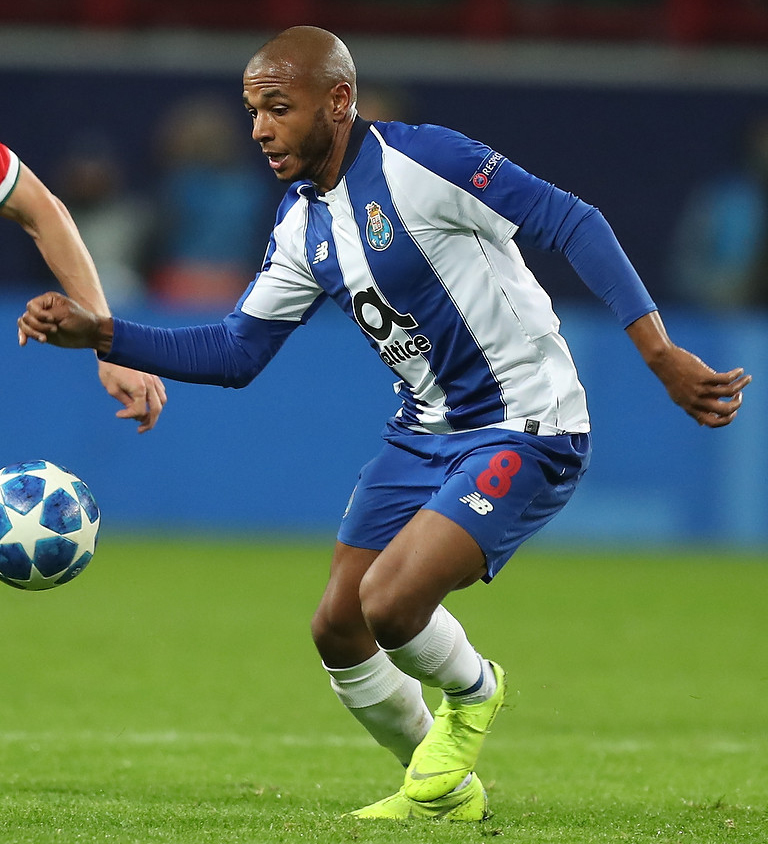
Brahimi en Ligue des Champions avec le FC Porto en 2018.

Le 16 juillet 2014 il s'engage avec le FC Porto, les Dragons auraient déboursé 6.5 millions d’euros pour un contrat de cinq ans, avec une clause libératoire de 50 millions.
Le 26 août 2014, Yacine Brahimi inscrit un sublime coup franc lors du match retour du tour préliminaire de la Ligue des champions contre le LOSC, et permet à Porto de se qualifier pour les phases de groupes.
Le 17 septembre 2014, pour le premier match de sa carrière en Ligue des champions, il inscrit le premier triplé de sa carrière contre le FK BATE Borisov (victoire 6-0). Il devient le premier joueur algérien et le premier joueur du FC Porto à marquer trois buts dans un match de C1.
Le 7 janvier 2019, il signe un doublé face au CD Nacional pour la dix-huitième victoire consécutive du FC Porto toutes compétitions confondues.
En fin de contrat à l'été 2019, il quitte Porto et s'engage avec le club d'Al-Rayyan SC au Qatar.

### Carrière internationale
En août 2010, il est retenu par Erick Mombaerts en équipe de France espoirs, mais reste dans les tribunes lors d'un match perdu par les Bleuets face à la Belgique (0-1). Il y fait finalement ses débuts le 7 septembre 2010 face à Malte, délivrant une passe décisive.
En février 2013, la Fédération algérienne de football annonce que le joueur est qualifié pour jouer en équipe nationale. Il est convoqué pour la première fois en mars 2013 pour un match de qualification à la Coupe du monde 2014 contre le Bénin qui voit ses débuts internationaux, le 26 mars 2013, au stade Mustapha-Tchaker de Blida (victoire 3-1). À nouveau convoqué en juin 2013, il reste sur le banc face au Bénin mais est titulaire lors du déplacement au Rwanda (1-0), où sa bonne prestation est saluée par la presse,.
En juin 2014, lors de la Coupe du monde au Brésil, il se distingue et inscrit un but contre la Corée du Sud, avant une qualification historique de l'Algérie au second tour. Depuis, son entente avec Sofiane Feghouli constitue l'un des atouts du jeu offensif algérien.
En juillet 2019, il remporte avec les Fennecs la Coupe d'Afrique des nations.

## Statistiques

### En club
| Saison                | Club                    | Championnat           | Championnat | Championnat | Championnat | Coupe nationale | Coupe nationale | Coupe nationale | Coupe de la Ligue | Coupe de la Ligue | Coupe de la Ligue | Supercoupe | Supercoupe | Supercoupe | Compétition(s) continentale(s) | Compétition(s) continentale(s) | Compétition(s) continentale(s) | Compétition(s) continentale(s) | Total | Total | Total |
| Saison                | Club                    | Division              | M.          | B.          | P.d.        | M.              | B.              | P.d.            | M.                | B.                | P.d.              | M.         | B.         | P.d.       | Comp.                          | M.                             | B.                             | P.d.                           | M.    | B.    | P.d.  |
| 2007-2008             | Stade rennais FC rés.   | CFA                   | 18          | 1           | 0           | -               | -               | -               | -                 | -                 | -                 | -          | -          | -          | -                              | -                              | -                              | -                              | 18    | 1     | 0     |
| 2008-2009             | Stade rennais FC rés.   | CFA                   | 22          | 3           | 0           | -               | -               | -               | -                 | -                 | -                 | -          | -          | -          | -                              | -                              | -                              | -                              | 22    | 3     | 0     |
| 2012-2013             | Stade rennais FC rés.   | CFA                   | 1           | 0           | 0           | -               | -               | -               | -                 | -                 | -                 | -          | -          | -          | -                              | -                              | -                              | -                              | 1     | 0     | 0     |
| Sous-total            | Sous-total              | Sous-total            | 41          | 4           | 0           | -               | -               | -               | -                 | -                 | -                 | -          | -          | -          | -                              | -                              | -                              | -                              | 41    | 4     | 0     |
| 2010-2011             | Stade rennais FC        | Ligue 1               | 22          | 4           | 1           | 3               | 2               | 0               | 1                 | 0                 | 0                 | -          | -          | -          | -                              | -                              | -                              | -                              | 26    | 6     | 1     |
| 2011-2012             | Stade rennais FC        | Ligue 1               | 17          | 2           | 1           | 5               | 1               | 0               | 1                 | 0                 | 0                 | -          | -          | -          | C3                             | 5                              | 0                              | 1                              | 28    | 3     | 2     |
| Sous-total            | Sous-total              | Sous-total            | 39          | 6           | 2           | 8               | 3               | 0               | 2                 | 0                 | 0                 | -          | -          | -          | -                              | 5                              | 0                              | 1                              | 54    | 9     | 3     |
| 2009-2010             | Clermont Foot 63 (prêt) | Ligue 2               | 32          | 8           | 2           | -               | -               | -               | 2                 | 0                 | 0                 | -          | -          | -          | -                              | -                              | -                              | -                              | 34    | 8     | 2     |
| 2012-2013             | Grenade CF              | Liga                  | 27          | 0           | 1           | 1               | 0               | 0               | -                 | -                 | -                 | -          | -          | -          | -                              | -                              | -                              | -                              | 28    | 0     | 1     |
| 2013-2014             | Grenade CF              | Liga                  | 35          | 3           | 4           | 1               | 0               | 0               | -                 | -                 | -                 | -          | -          | -          | -                              | -                              | -                              | -                              | 36    | 3     | 4     |
| Sous-total            | Sous-total              | Sous-total            | 62          | 3           | 5           | 2               | 0               | 0               | -                 | -                 | -                 | -          | -          | -          | -                              | -                              | -                              | -                              | 64    | 3     | 5     |
| 2014-2015             | FC Porto                | Liga NOS              | 28          | 7           | 3           | 1               | 0               | 0               | 2                 | 0                 | 0                 | -          | -          | -          | C1                             | 11                             | 6                              | 4                              | 42    | 13    | 7     |
| 2015-2016             | FC Porto                | Liga NOS              | 33          | 7           | 5           | 4               | 1               | 1               | -                 | -                 | -                 | -          | -          | -          | C1+C3                          | 5+2                            | 1+0                            | 0                              | 44    | 9     | 6     |
| 2016-2017             | FC Porto                | Liga NOS              | 22          | 6           | 3           | 1               | 0               | 0               | 3                 | 0                 | 0                 | -          | -          | -          | C1                             | 5                              | 1                              | 0                              | 31    | 7     | 3     |
| 2017-2018             | FC Porto                | Liga NOS              | 33          | 9           | 7           | 5               | 1               | 1               | 4                 | 1                 | 1                 | -          | -          | -          | C1                             | 7                              | 1                              | 1                              | 49    | 12    | 10    |
| 2018-2019             | FC Porto                | Liga NOS              | 32          | 10          | 2           | 3               | 1               | 2               | 4                 | 1                 | 1                 | 1          | 1          | 0          | C1                             | 9                              | 0                              | 2                              | 49    | 13    | 7     |
| Sous-total            | Sous-total              | Sous-total            | 148         | 39          | 19          | 14              | 3               | 4               | 13                | 2                 | 2                 | 1          | 1          | 0          | -                              | 39                             | 9                              | 7                              | 215   | 54    | 32    |
| 2019-2020             | Al-Rayyan SC            | Qatar Stars League    | 22          | 15          | 5           | -               | -               | -               | 1                 | 0                 | 0                 | 1          | 0          | 0          | ACL                            | 1                              | 0                              | 0                              | 25    | 15    | 5     |
| 2020-2021             | Al-Rayyan SC            | Qatar Stars League    | 18          | 5           | 2           | 3               | 2               | 1               | 4                 | 2                 | 0                 | 1          | 0          | 0          | ACL                            | 6                              | 0                              | 0                              | 32    | 9     | 3     |
| 2021-2022             | Al-Rayyan SC            | Qatar Stars League    | 16          | 5           | 4           | 2               | 0               | 1               | 5                 | 2                 | 2                 | -          | -          | -          | ACL                            | 6                              | 2                              | 3                              | 29    | 9     | 10    |
| Sous-total            | Sous-total              | Sous-total            | 56          | 25          | 11          | 5               | 2               | 2               | 10                | 4                 | 2                 | 2          | 0          | 0          | -                              | 13                             | 2                              | 3                              | 86    | 33    | 18    |
| 2022-2023             | Al-Gharafa SC           | Qatar Stars League    | 19          | 7           | 10          | 2               | 2               | 3               | 3                 | 1                 | 0                 | -          | -          | -          | -                              | -                              | -                              | -                              | 24    | 10    | 13    |
| 2023-2024             | Al-Gharafa SC           | Qatar Stars League    | 21          | 21          | 9           | 3               | 3               | 2               | 4                 | 0                 | 0                 | 1          | 0          | 0          | -                              | -                              | -                              | -                              | 29    | 24    | 11    |
| 2024-2025             | Al-Gharafa SC           | Qatar Stars League    | 18          | 7           | 7           | 4               | 2               | 1               | 1                 | 0                 | 0                 | 1          | 0          | 0          | ACL                            | 7                              | 2                              | 1                              | 31    | 11    | 9     |
| 2025-2026             | Al-Gharafa SC           | Qatar Stars League    | 1           | 0           | 1           | -               | -               | -               | -                 | -                 | -                 | -          | -          | -          | -                              | -                              | -                              | -                              | 1     | 0     | 1     |
| Sous-total            | Sous-total              | Sous-total            | 59          | 35          | 27          | 9               | 7               | 6               | 8                 | 1                 | 0                 | 2          | 0          | 0          | -                              | 7                              | 2                              | 1                              | 85    | 45    | 34    |
| Total sur la carrière | Total sur la carrière   | Total sur la carrière | 437         | 120         | 66          | 38              | 15              | 12              | 35                | 7                 | 4                 | 5          | 1          | 0          | -                              | 64                             | 13                             | 12                             | 579   | 156   | 94    |

### En sélection nationale
| Saison                | Sélection             | Phases finales              | Phases finales | Phases finales | Phases finales | Éliminatoires CDM | Éliminatoires CDM | Éliminatoires CDM | Éliminatoires CAN | Éliminatoires CAN | Éliminatoires CAN | Matchs amicaux | Matchs amicaux | Matchs amicaux | Total | Total | Total |
| Saison                | Sélection             | Compétition                 | M              | B              | Pd             | M                 | B                 | Pd                | M                 | B                 | Pd                | M              | B              | Pd             | M     | B     | Pd    |
| --------------------- | --------------------- | --------------------------- | -------------- | -------------- | -------------- | ----------------- | ----------------- | ----------------- | ----------------- | ----------------- | ----------------- | -------------- | -------------- | -------------- | ----- | ----- | ----- |
| 2012-2013             | Algérie               | -                           | -              | -              | -              | 2                 | 0                 | 0                 | -                 | -                 | -                 | -              | -              | -              | 2     | 0     | 0     |
| 2013-2014             | Algérie               | Coupe du monde 2014         | 3              | 1              | 1              | 1                 | 0                 | 0                 | -                 | -                 | -                 | 3              | 0              | 1              | 7     | 1     | 2     |
| 2014-2015             | Algérie               | CAN 2015                    | 4              | 0              | 0              | -                 | -                 | -                 | 6                 | 3                 | 1                 | 3              | 0              | 1              | 13    | 3     | 2     |
| 2015-2016             | Algérie               | -                           | -              | -              | -              | 1                 | 1                 | 0                 | 3                 | 1                 | 1                 | 2              | 1              | 0              | 6     | 3     | 1     |
| 2016-2017             | Algérie               | CAN 2017                    | 3              | 0              | 0              | 2                 | 0                 | 0                 | 2                 | 0                 | 0                 | 1              | 0              | 1              | 8     | 0     | 1     |
| 2017-2018             | Algérie               | -                           | -              | -              | -              | 3                 | 2                 | 0                 | -                 | -                 | -                 | 3              | 2              | 1              | 6     | 4     | 1     |
| 2018-2019             | Algérie               | CAN 2019                    | 2              | 0              | 0              | -                 | -                 | -                 | 3                 | 0                 | 0                 | 2              | 0              | 0              | 7     | 0     | 0     |
| 2019-2020             | Algérie               | -                           | -              | -              | -              | -                 | -                 | -                 | -                 | -                 | -                 | 3              | 0              | 0              | 3     | 0     | 0     |
| 2020-2021             | Algérie               | -                           | -              | -              | -              | -                 | -                 | -                 | 2                 | 0                 | 0                 | 2              | 0              | 0              | 4     | 0     | 0     |
| 2021-2022             | Algérie               | Coupe arabe 2021 + CAN 2021 | 6+3            | 3+0            | 1+0            | -                 | -                 | -                 | -                 | -                 | -                 | 1              | 0              | 0              | 10    | 3     | 1     |
| 2023-2024             | Algérie               | -                           | -              | -              | -              | 1                 | 0                 | 0                 | -                 | -                 | -                 | 2              | 1              | 2              | 3     | 1     | 2     |
| Total sur la carrière | Total sur la carrière | Total sur la carrière       | 21             | 4              | 2              | 10                | 3                 | 0                 | 16                | 4                 | 2                 | 22             | 4              | 6              | 69    | 15    | 10    |

### Matchs internationaux
Le tableau suivant liste les rencontres de l'équipe d'Algérie dans lesquelles Yacine Brahimi a été sélectionné depuis le 26 mars 2013 jusqu'à présent.

## Palmarès

### En club
| FC Porto (2) | Al-Rayyan SC | Al-Gharafa SC (1)                   |
| --- | --- | ----------------------------------- |
| - Liga NOS (1) : - Champion : 2018 - Vice-champion : 2015, 2017 et 2019 - Coupe du Portugal : - Finaliste : 2016 et 2019 - Coupe de la Ligue : - Finaliste : 2019 - Supercoupe (1) : - Vainqueur : 2018 | - Qatar Stars League : - Vice-champion : 2020 - Amir Cup : - Finaliste : 2021 - Qatari Stars Cup : - Finaliste : 2021 | - Amir Cup (1) : - Vainqueur : 2025 |

### En sélection nationale
Avec la sélection algérienne, Yacine Brahimi remporte la Coupe d'Afrique des nations de football 2019 et la Coupe arabe de la FIFA 2021.
| Algérie (2)                                                                                            |
| --- |
| - Coupe d'Afrique des nations (1) - Vainqueur en 2019 - Coupe Arabe de la FIFA (1) - Vainqueur en 2021 |

## Distinctions personnelles
- Ballon d'Or algérien en 2014[19]
- DZFoot d'Or en 2014[20]
- Prix de la CAF du XI Africain 2014
- Prix de la CAF du XI Africain 2015
- Trophée BBC du meilleur footballeur africain de l'année en 2014[21]
- Trophée Glo CAF Awards du meilleur espoir africain de l'année en 2014[22],[23]
- Trophée du meilleur joueur arabe de l'année décerné par El Heddaf en 2014[24]
- Élu meilleur joueur maghrébin par les internautes de France Football en 2014[25]
- Meilleur joueur africain de la Liga (Prix LFP) en 2014[26]
- Meilleur dribbleur de la Liga (Prix LFP) en 2014[27]
- Trophée du meilleur athlète masculins de l’année de «The Algerian Olympic and Sports Awards 2014 »[28],[29]
- Premier joueur algérien à marquer un triplé en Ligue des champions de l'UEFA face au FK BATE Borisov.
- Nommé dans l'équipe-type des huitièmes de finale de la Ligue des champions en 2015.
- Dans le onze africain de l'année de la CAF en 2014.
- Dans le onze africain de l'année de la CAF en 2015.
- Dans l'équipe-type de la saison en Liga NOS 2016-2017
- «France Football» Dans l’équipe type du Maghreb 2015 ، 2018 [30]
- «France Football» Dans l'équipe type des Africains d'Europe en 2018 [31]

- Dans le onze type de la semaine des joueurs africains évoluant en Europe par le site spécialisé ''Star Africa''
- Élu meilleur joueur du championnat portugais par O Jogo en 2017
- Meilleur buteur du Championnat du Qatar 2019-2020 avec l'Al-Rayyan SC (15 buts)
- Membre de l'équipe-type du Championnat du Qatar en 2019-2021
- Homme du match contre Liban et L'egypte de lors coupe arabe 2021
- Élu meilleur joueur de la coupe arabe 2021
- 2e meilleur buteur de la coupe arabe 2021
- Membre de l'équipe-type du coupe arabe 2021

## Décorations
- Achir de l'ordre du Mérite national d'Algérie.